# Alfamar
Alfamar (o Alfa Mar) es una localidad y pedanía española perteneciente al municipio de Salobreña, en la provincia de Granada. Está situada en la parte occidental de la comarca de la Costa Granadina. Muy próxima a la costa mediterránea, cerca de esta localidad se encuentran los núcleos de Costa Aguilera, Velilla-Taramay y Calamedina.
El pueblo está formado mayoritariamente por segundas residencias frente a los acantilados que hay entre la playa del Barranco de Enmedio y el Cambrón. Una pequeña parte de Alfamar se encuentra dentro del término municipal de Almuñécar.

## Demografía
Según el Instituto Nacional de Estadística de España, en el año 2022 Alfamar contaba con 83 habitantes censados en la parte de Salobreña, lo que representa el 0,67% de la población total del municipio.

### Evolución de la población
| Gráfica de evolución demográfica de Alfamar (Salobreña) entre 2012 y 2022 |
|                                                                           |
| Datos según el nomenclátor publicado por el INE.                          |

## Comunicaciones

### Carreteras
La principal vía de comunicación que transcurre por esta localidad es:
| Identificador | Denominación               | Itinerario        |
| ------------- | -------------------------- | ----------------- |
| N-340         | Carretera del Mediterráneo | Cádiz - Barcelona |

Algunas distancias entre Alfamar y otras ciudades:
| Ciudades  | Distancia (km) |
| --------- | -------------- |
| Salobreña | 5              |
| Almuñécar | 8              |
| Motril    | 12             |
| Granada   | 71             |
| Almería   | 119            |
| Jaén      | 162            |
| Murcia    | 337            |